# Giovanni Gaddi

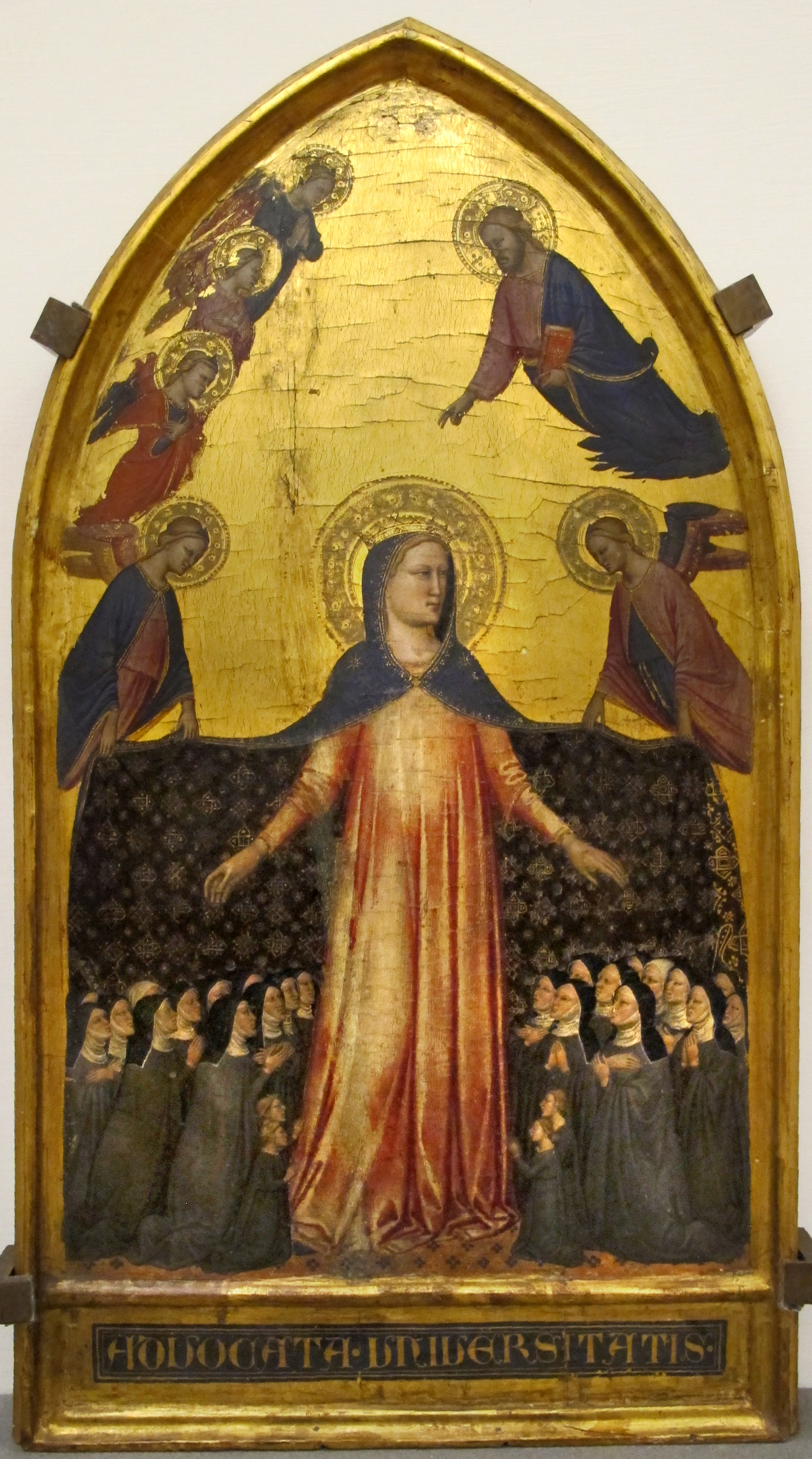
Giovanni Gaddi (?), Madonna della Misericordia, Galleria dell' Accademia in Florence

Giovanni Gaddi (Florence, ca. 1333 – aldaar, 1385) was een Italiaans kunstschilder. Hij was de oudste van de vijf zonen van de schilder Taddeo Gaddi, waarvan er drie, hijzelf, Agnolo en Niccolò eveneens schilder waren. De vierde broer Zanobi was geen kunstenaar maar bouwde een belangrijke carrière uit in de handel. Over de vijfde broer, Francesco, is weinig geweten
Giovanni kreeg waarschijnlijk zijn opleiding in het atelier van zijn vader. Hij speelde een belangrijke rol in de zaak van zijn vader in de laatste jaren voor diens dood in 1366. Vanaf 1363 wordt hij in de archieven vermeld als de betaler van de belastingrekeningen van zijn vader. Na februari 1383 zijn er van hem geen betalingen aan de belasting meer te vinden, wat laat vermoeden dat hij na die datum overleden was.
Hij werd voor het eerst als schilder vernoemd in 1369 toen hij in Rome waar hij samen met zijn broer Agnolo, Giovanni da Milano en een zekere Iocti die kon geïdentificeerd worden als Giottino, fresco’s schilderde in opdracht van paus Urbanus V. Hij werd pas lid van de Arte dei Medici e Speziali op 5 april 1572. Giorgio Vasari vernoemde hem in zijn Vite.
We kennen geen werken van hem via documentaire bronnen en er zijn ook geen gesigneerde werken van hem bewaard gebleven, zijn oeuvre is dus voor een groot deel gebaseerd op gissingen. Miklos Boskovits identificeerde hem als de “Meester van de Misericordia”, auteur van de Madonna della Misericordia in de Galleria dell' Accademia in Florence,
- RKD-Nederlands Instituut voor Kunstgeschiedenis: 29898
- Union List of Artist Names: 500057341
- Virtual International Authority File: 96062846